# تسوگومی شینوهارا
تسوگومی شینوهارا (انگلیسی: Tsugumi Shinohara؛ زادهٔ ۱۰ مارس ۱۹۹۳) بازیگر، و بازیگر خردسال اهل ژاپن است.